# 蘇打綠
蘇打綠（英語：Sodagreen），分身魚丁糸（英語：Oaeen），是於2001年成立的臺灣獨立樂團。在2003年後确定了現在的6人陣容：吳青峰（青峰、日出）、謝馨儀（馨儀、香我）、史俊威（小威、八女）、何景揚（阿福、可田）、劉家凱（家凱、豕豆）、龔鈺祺（阿龔、金八）。除龔鈺祺畢業於國立臺北藝術大學音樂研究所外，其余成员皆畢業於國立政治大學。
2003年7月，團員決定以小型巡迴表演作為解散演出。在第一场貢寮海洋音樂祭的小舞臺演出時，結識了音樂製作人林暐哲，並成為林暐哲音樂社旗下的藝人。2004年5月，於政大的School Rock活動时發行了首張單曲《空氣中的視聽與幻覺》，从此開始活躍於華語流行樂壇。2017年蘇打綠休團前雖然是一支簽約樂團，但由於時任製作人林暐哲採取獨立音樂經營方式，環球僅有發行而並未參與製作，这些使得蘇打綠在保有獨立音樂風格的同時，亦能在歌壇占据獨特的位置。2007年11月3日，在台北小巨蛋舉辦了《無與倫比的美麗》演唱会，成為了第一個在小巨蛋開唱的獨立音樂藝人。
2016年金曲奖颁奖典礼后宣布将休团3年。随后主唱青峰在臉書上宣布2017年1月2號正式休團。2017年1月1日，在國家音樂廳舉辦休團前的最後一場演出，蘇打綠成為第一個站上國家音樂廳開演唱會的樂團，当日團員自掏腰包在兩廳院藝文廣場搭建大型舞台轉播國家音乐厅内的演唱会，共有兩萬多名樂迷在廣場观看。
2020年2月23日，於吳青峰《太空備忘記》台北場演唱會安可曲發表全新單曲〈Tomorrow will be fine.〉，宣告將全新出發。同年7月3日，在與前製作人林暐哲爭訟蘇打綠註冊商標期間，以分身樂團「魚丁糸」創立全新音樂品牌，鼓手八女（小威）表示魚丁糸的唯一指導原則是不能像蘇打綠，透露將展現出與蘇打綠完全不同的面貌。
2023年2月18日，於《池堂影夜》演唱會中宣布奪回蘇打綠團名，帶領全場大喊：「全宇宙的朋友大家好，我們是蘇打綠！」，蘇打綠正式回歸。同年5月30日，重返兩廳院藝文廣場舉辦《Round2》免費戶外演唱會，兌現6年前的承諾，吸引約3萬人到場，並宣布2024年將展開成團20週年巡演。

## 成员
| 成員列表     | 成員列表             | 成員列表     | 成員列表       | 成員列表 |
| 配置         | 名字                 | 名字         | 出生日期       | 團員介紹 |
| 配置         | 本名（小名）         | 英文名       | 出生日期       | 團員介紹 |
| ------------ | -------------------- | ------------ | -------------- | --- |
| 主唱         | 吳青峰 （青峰/日出） | Qing-Feng Wu | 1982年8月30日  | - 樂團主唱，專輯的主要作詞作曲人 - 學歷：國立政治大學中國文學系（第1名畢業）、雙修廣告學系、輔修企業管理學系、教育學程 - 精通的樂器：鋼琴、口琴、口風琴、打擊樂器、長笛、木笛 |
| 貝斯         | 謝馨儀 （馨儀/香我） | Claire Hsieh | 1982年4月16日  | - 樂團貝斯手，協助樂團行政事務 - 學歷：國立政治大學企業管理學系、科技管理研究所 - 精通的樂器：貝斯、鋼琴、搖滾吉他、古箏                                                      |
| 鼓手         | 史俊威 （小威/八女） | Wei Shi      | 1979年8月26日  | - 樂團鼓手，樂團裡唱片的主要作詞人、作曲人 - 學歷：國立政治大學社會學系 - 精通的樂器：吉他、鼓、口琴                                                                          |
| 吉他、團長   | 何景揚 （阿福/可田） | Afu Ho       | 1982年4月4日   | - 團長及木吉他手 - 學歷：國立政治大學公共行政學系、公共行政研究所 - 精通的樂器：吉他、烏克麗麗                                                                                |
| 吉他         | 劉家凱 （家凱/豕豆） | Kay Liu      | 1982年2月5日   | - 樂團電吉他手 - 學歷：國立政治大學心理學系、國立陽明大學腦科學研究所、伯克利音樂學院 - 精通的樂器：吉他                                                                      |
| 鋼琴、中提琴 | 龔鈺祺 （阿龔/金八） | Yu-Chi Kung  | 1980年12月16日 | - 鋼琴兼中提琴，主要專輯編曲 - 學歷：國立臺北藝術大學音樂學系、音樂研究所 - 精通的樂器：中提琴、鋼琴、電子琴、Keytar                                                          |

## 經歷

### 2001-2003年：沉潛校園
2001年4月，蘇打綠由主唱吳青峰（青峰）、貝斯手謝馨儀（馨儀）和第一任吉他手新哥組成，鼓手史俊威（小威）是馨儀泳隊的學長，聽了青峰的demo決定加入。隨後由於報名金旋獎的關係，由鼓手小威認為符合樂團音樂特質的「蘇打」（舒爽氣泡的清新感）和青峰所喜歡的「綠」決定了團名「蘇打綠」。同年5月參加了政大第18屆金旋獎，以當時唯一練習的創作曲〈窺〉演出，獲得樂團組最佳人氣獎，6月被第18屆金旋獎評審應蔚民挖掘，參與角頭音樂《少年ㄞ國》合輯，收錄的歌曲即為〈窺〉。
2002年4月第一次於墾丁春天吶喊演出，同年5月再度參加政大第19屆金旋獎；在這之前，蘇打綠經歷了不少成員的更迭，包括第二任吉他手彥廷，以及第三、第四任吉他手小為和宏儒。在第19屆金旋獎中，蘇打綠以〈空氣中的視聽與幻覺〉獲得了樂團組冠軍，以〈飛魚〉獲得了創作組冠軍，和最佳作詞、最佳作曲四項大獎。
2003年同是政治大學學生的何景揚（阿福）、劉家凱（家凱）和來自台北藝術大學的鍵盤手兼中提琴手龔鈺祺（阿龔）加入蘇打綠，形成現今的陣容，於5月受邀政大第20屆金旋獎表演，該屆主題曲為創作歌曲〈相對論Ⅳ〉，但其後因SARS事件而停辦。同年7月期間，由於團員都將於政治大學畢業，故打算獨自舉辦「in summer」（印夏天）台灣西部小巡迴表演，於西門町、海洋音樂祭熱浪搖滾、台南烏托邦、高雄ATT秘密基地、台中老諾、台北大學博覽會等地表演，將此表演視為蘇打綠的解散演出。但是隨後的海洋音樂季表演卻讓蘇打綠走向一條完全不同的道路。

### 2003-2005年：走入市場
2003年7月蘇打綠參加了第4屆海洋音樂祭熱浪搖滾舞台（小舞台）表演，音樂製作人林暐哲在台下聽得如痴如醉，並且有了簽下蘇打綠的念頭，之後蘇打綠正式加盟了林暐哲音樂社。
2004年3月於西門紅樓舉辦演唱會，並於同年5月參加政大第21屆金旋獎決賽表演，釋出歌曲〈Believe in music〉為該屆主題曲。5月30日與陳珊妮、陳綺貞同台政大School Rock演唱會，當天同時發行了首張單曲《空氣中的視聽與幻覺》，林暐哲音樂社將5月30日稱為「蘇打綠日」，以慶祝樂團正式出道。兩個月後蘇打綠獲得了第5屆海洋音樂祭「評審團大賞」，同時發行第二張單曲《飛魚》。9月18日，於「MTV BAND HUNTING 百萬樂團挑戰賽」中獲得網路最佳人氣及最佳主唱。11月17日，發行第三張單曲《Believe in Music》，該單曲為the Stage表演時的錄音專輯，並於11月、12月先後參加硬地音樂展及政大School Rock II演唱會。
2005年5月創作歌曲〈隱形翅膀〉獲選政大第22屆金旋獎主題曲，同年6月17日於女巫店表演的同時，發行《魚丁糸首張專輯試聽吸滴》（純手工壓製版），收錄9首歌，全長約7分鐘，為《OH OH OH OH!夏天來聽2樂團唱歌》試聽單曲前身，後於7月15日台南海安路封街演唱時，正式發行首張專輯之試聽單曲《OH OH OH OH!夏天來聽蘇打綠樂團唱歌》。第一批發行之單曲為紙殼包裝，而後改為塑膠殼包裝，多數人通稱此單曲為《魚丁糸Ⅰ》。

### 2005年：《蘇打綠》同名專輯
2005年9月3日發行了首張同名專輯《蘇打綠》及進行全台灣簽唱會表演。
2006年3月25日於The Wall表演的同時發行蘇打綠明星三品：「阿福樂高頭紀念T-shirt」、「蘇打綠汽水瓶紀念T-shirt」、「蘇打綠御用劉大導四支MV經典分鏡圖海報（頻率、你喔!、oh oh oh oh......、是我的海）」。約兩個月後，經過三年時間的努力，蘇打綠在5月靠著同名專輯入圍第17屆金曲獎最佳樂團獎、及歌曲〈ohohohoh...〉，隨後開始準備《小宇宙》專輯的創作及錄音，並於8月、9月在西門町及誠品敦南店進行小宇宙新歌發表會。在專輯即將發行前發生了小插曲，青峯在PTT上公佈新歌名稱時，發起了「只要板上人氣白爆就發新單曲」。靠著粉絲們的熱情，在9月18日順利發行了第四張限量單曲《遲到千年》並於9月30日至11月18日期間，在The Wall Live House舉辦連續八週爬牆搖滾紀事，撥出了6000人次觀看的live house演出。
2014年7月4日發行《蘇打綠》的黑膠唱片（LP）版本。

### 2006年：《小宇宙》
2006年，第二張錄音專輯《小宇宙》於10月20日發行，並於同年12月在簡單生活節活動於天空舞台演出，之後與阿霈樂團在自由時報演唱會表演，隨後於12月15日與同唱片公司的阿霈樂團推出《我的未來不是夢》公益單曲。

### 2007年： 《無與倫比的美麗》

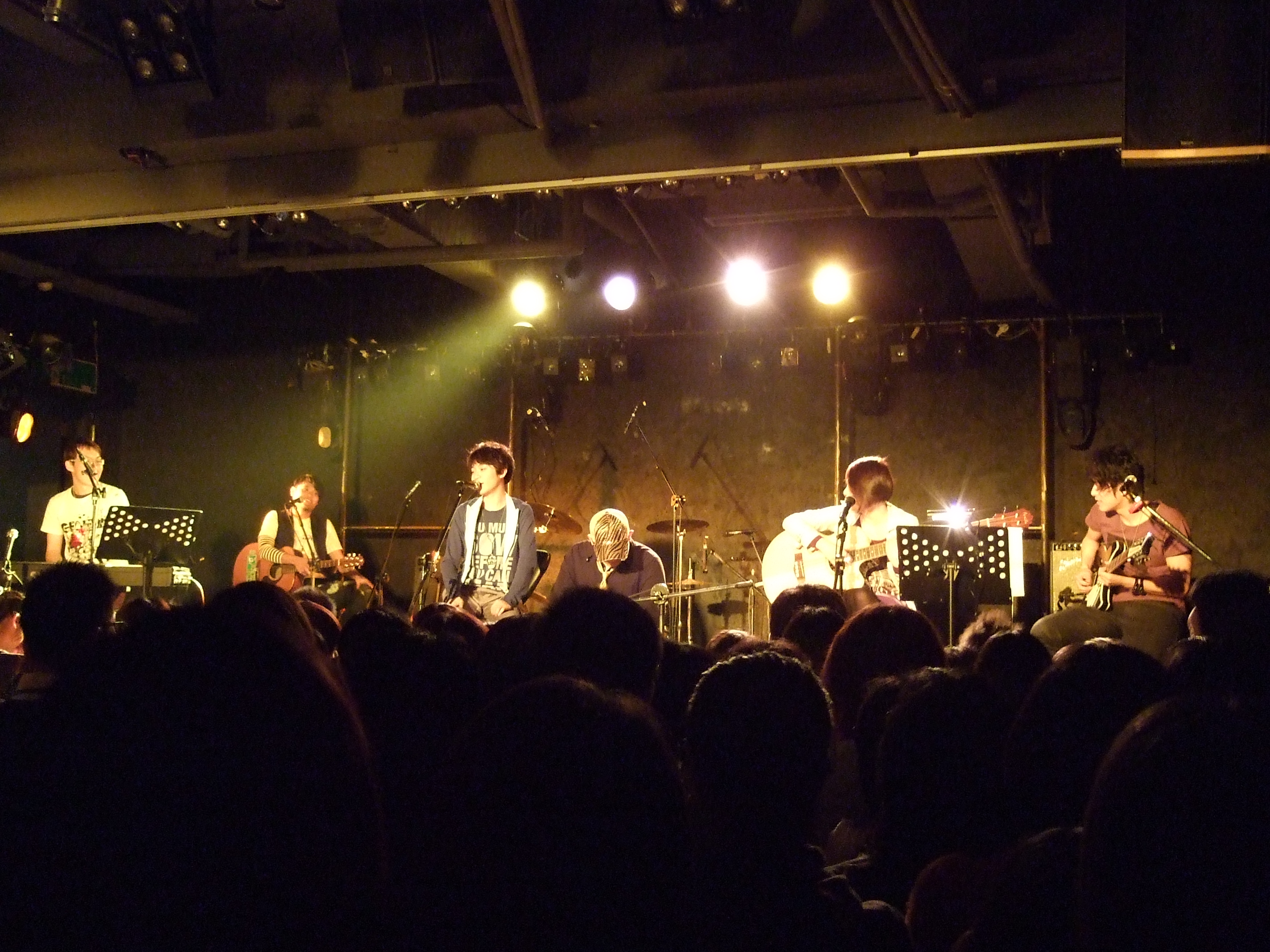
圖為2008年蘇打綠在台北市的
The Wall表演。

2007年1月6日了出席ESPN超級籃球比賽代言及開幕戰表演。在2月2日獲KKBOX數位風雲獎最佳獨立精神獎及2007年國際書展代言，應邀演出「書展之歌-隱形翅膀」演唱會。3月31日擔任張韶涵「le_tea百變張韶涵世界巡迴演唱會台北場」特別嘉賓後，與張韶涵在4月4日發行全數位單曲《藍眼睛》，首週點播下載五萬次。2007年5月初至6月中，蘇打綠靠著《小宇宙》專輯及其中歌曲入圍第18屆金曲獎最佳年度歌曲（〈小情歌〉）、最佳國語專輯獎、最佳作曲人獎（〈小情歌〉）、最佳作詞人獎（〈小情歌〉）、最佳編曲人獎（蘇打綠-吳青峰、史俊威、謝馨儀、劉家凱、龔鈺祺、何景揚〈小情歌〉）、最佳專輯製作人獎（林暐哲）、最佳樂團獎七項大獎，其中兩項入圍更獲得最佳作曲人獎（吳青峰〈小情歌〉）及最佳樂團獎（蘇打綠《小宇宙》）。同年8月11日在新加坡舉辦「今年夏天特別綠」演唱會。單曲〈小情歌〉被電影《六號出口》使用為主題曲，並入圍2007年金馬獎最佳原創電影歌曲，更於10月27日獲2007年新加坡金曲獎最佳樂團獎（蘇打綠《小宇宙》）。
2007年11月2日，蘇打綠發行第三張專輯《無與倫比的美麗》，並在隔日舉辦的《無與倫比的美麗》小巨蛋演唱會中連唱5小時刷新小巨蛋的演唱紀錄，並成為第一個在小巨蛋開唱的獨立音樂藝人。同時發行演唱會周邊商品：「無與倫比的美麗T-Shirt」、「蘇打曆」、「蘇打誌3（Sodazine 3）」。12月8日，「蘇打誌3（Sodazine 3）」發行（內含《無與倫比的美麗absolutely beautiful version》單曲），12月18日，出席香港Wild Day Out Pub Party演出。

### 2008年：《陪我歌唱》LiveCD
2008年1月1日於凌晨4點舉辦The Wall紅包場之夜，發行「小情歌T-shirt」，同年3月，受邀擔任北京尚雯婕演唱會嘉賓，同時歌曲〈無與倫比的美麗〉的MV也入圍了第7屆MTV日本音樂錄影帶大獎（MTV VMAJ 08）最佳buzzAsia大中華區歌手（蘇打綠〈無與倫比的美麗〉導演：陳奕仁）。此外，蘇打綠在4月27日至6月1日間舉辦了六場與可口可樂合辦的only CocaCola‧beautiful tour 蘇打綠校園巡迴演唱會。
2008年，5月2日，發行第四張專輯《陪我歌唱》，且接下電影《鴻孕當頭》（Juno）代言，中文主題曲〈愛人動物〉，並於5月22日入圍第19屆金曲獎最佳年度歌曲獎（〈無與倫比的美麗〉）、最佳國語專輯獎（蘇打綠《無與倫比的美麗》）、最佳音樂錄影帶導演獎（徐筠軒〈左邊〉）、最佳作曲人獎（吳青峰〈無與倫比的美麗〉）、最佳編曲人獎（吳青峰、史俊威、謝馨儀、劉家凱、何景揚、龔鈺祺、林暐哲〈無與倫比的美麗〉）、最佳樂團獎（蘇打綠《無與倫比的美麗》）6項大獎。緊接著於6月12日－10月18日進行了六場《陪我歌唱》巡迴演唱會。同年7月5日以《無與倫比的美麗》獲得第19屆金曲獎最佳樂團獎，同月7月30日參加香港恆生勁爆Music World新城國語力頒獎典禮，並獲得2008：新城國語力歌曲（〈陪我歌唱〉）、新城國語力躍進樂團獎、新城國語力樂團獎。8月7日，發行《蘇打綠THAT MOMENT小巨蛋現場全紀實 2007 Taipei Arena Concert 4 Live DVDs》，內含4片DVD及現場攝影書—「蘇打誌4（Sodazine 4）」。9月12日、9月14日，以「左邊樂團」之名，參與幾米音樂劇《向左走‧向右走》演出，並擔任音樂（詞曲）創作。10月25日，獲2008年新加坡金曲獎最佳樂團獎（《無與倫比的美麗》）。10月25日，獲第八屆華語音樂傳媒大獎最佳樂隊（《無與倫比的美麗》）、最佳編曲人（蘇打綠〈白日出沒的月球〉）、最佳製作人（林暐哲《無與倫比的美麗》）、年度國語專輯（《無與倫比的美麗》）。12月7日受2008簡單生活節邀請在天空舞台與林憶蓮合唱。
2008年最後一天受邀台北跨年晚會演出後，隔天1月1日於淡水漁人碼頭藝術市集表演，並於1月18日前往法國坎城參加MIDEM專業唱片展演出。4月20日，專輯《春·日光》開始預購。4月22日，出席品木宣言世界地球日活動。

### 2009-2011年：韋瓦第計畫：春、夏
2009年5月8日，蘇打綠發行了第五張專輯《春·日光》，並開啟蘇打綠的大型跨國音樂計畫─韋瓦第計畫，蘇打綠將在兩年之內造訪四個國際城市──臺東、倫敦、北京、柏林──在當地錄製以四季為主題的四張專輯。5、6月蘇打綠舉辦了五場的《我們之間》校園巡迴演唱會，並參加SPORT b. Plugged Live小型接力演唱會。隨後前往香港及北京進行新專輯《春·日光》於中國正式發行的宣傳。
7月，前往英國倫敦錄製韋瓦第計畫的第二張專輯《夏／狂熱》，在當地支出了將近一千萬台幣。7月20日，《日光狂熱》小巨蛋演唱會開始售票，之後再推出第二場加演場。8月於香港新城國語力頒獎禮出席表演，並獲得「國語力新勢力歌曲」〈日光〉、「國語力樂團」、「國語力亞洲樂團」三獎項。同年8月，於PTT蘇打綠板及官方網站公布了《夏／狂熱》專輯的大部份曲目及試聽並開放預購。《夏／狂熱》專輯在2009年9月11日正式發行，9月19日、20日進行《日光狂熱》小巨蛋演唱會。9月24日，蘇打綠前往新加坡F1 Rocks Singapore with LG演唱會，與張學友、張惠妹、大嘴巴同台。結束了《夏／狂熱》專輯的所有宣傳活動後，10月16日於北京揭開了《日光狂熱》世界巡迴演唱會的序幕。
2010年，鍵盤兼中提琴手阿龔在1月12日突然病重送醫，隔天緊急開刀。經一個多月的休養後，接到必須在3月1日入伍的兵單。未來的一年多，蘇打綠的演出及錄音工作都受到了影響，包括原預計耗時兩年的韋瓦第計畫。同年5月獲邀代表台灣到英國利物浦參加Sound City音樂節，服役中的阿龔亦成功請假暫時歸隊。而6月舉行的第21屆金曲獎中，蘇打綠入圍了最佳音樂錄影帶（陳映之〈日光〉）、最佳編曲人（蘇打綠、林暐哲〈日光〉）、最佳專輯製作人（林暐哲《春·日光》），且「最佳樂團」同時入圍了《春·日光》及《夏／狂熱》兩張專輯；另外，主唱吳青峰以張惠妹《阿密特》專輯〈掉了〉一曲入圍作詞及作曲兩個獎項，最後僅獲最佳音樂錄影帶一獎。7月21日至28日，在PTT蘇打綠板及官網公布第七張專輯《十年一刻》的曲目，並於最後一天進行了「白爆」活動，發行《日光狂熱遺珠之憾》Live EP。《十年一刻》專輯於2010年8月27日正式發行。11月22日，吉他手阿福也跟隨阿龔的腳步應召入伍為替代役，蘇打綠暫時成為「六缺二」的局面。
2011年3月31日，鍵盤兼中提琴手阿龔服役期滿正式歸隊。同年5月，入圍第22屆金曲獎最佳作詞人（吳青峰〈十年一刻〉）、最佳單曲製作人（林暐哲〈十年一刻〉）及最佳專輯包裝設計（謝富琇《十年一刻》）。

### 2011年： 《你在煩惱什麼》

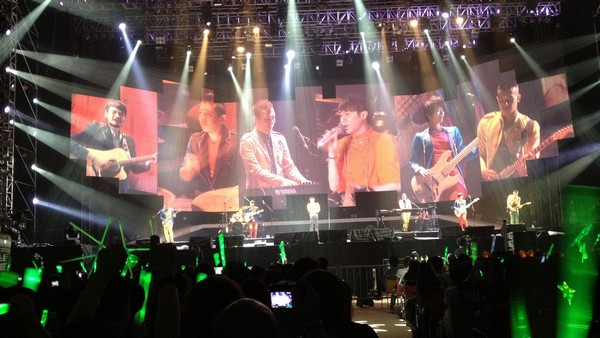
圖為蘇打綠2012年10月27日在廈門舉辦的“當我們一起走過”演唱會現場。

專輯《你在煩惱什麼》於2011年11月11日發行。隔年3月3日、4日在台北小巨蛋舉辦兩場《當我們一起走過》小巨蛋演唱會，並在演唱會慶功宴上，唱片公司宣布《你在煩惱什麼》專輯銷量突破15萬，而這場演唱會也象徵著全新巡迴的開始。同年，入圍第23屆金曲獎最佳樂團獎（蘇打綠《你在煩惱什麼》）及最佳音樂錄影帶獎（卓威志〈燕窩〉）。

### 2013年：韋瓦第計畫：秋
2013年，蘇打綠延續韋瓦第音樂計畫，於2013年9月18日發行第九張專輯《秋：故事》。該專輯在各地都獲得了不俗的銷售成績（在台灣預購量突破五白金），登上台灣佳佳音樂、台灣五大音樂、香港HMV、大陸信諾榜等多個排行榜冠軍。

### 2014年：《空氣中的視聽與幻覺》十週年世界巡迴演唱會
2014年，蘇打綠宣佈成軍10週年，舉辦全新世界巡迴演唱會《空氣中的視聽與幻覺》。蘇打綠將於10個城市舉行20場十週年巡迴演唱會。

### 2015年：《再遇見》世界巡迴演唱會
2015年2月14日，蘇打綠宣佈官方網頁全新改版 it's all about MUSIC，並於3月20日推出《空氣中的視聽與幻覺》演唱會CD＋DVD及4月24日推出演唱會CD＋BD。另外，蘇打綠將於5月9日開展2015全新世界巡演《再遇見》，首站是中國北京工人體育場。3月27日，蘇打綠在北京舉行記者會，宣佈「2015蘇打綠《再遇見》世界巡迴演唱會」會到北京、上海、廣州、香港、首爾、溫哥華、多倫多等19個城市舉行，第二個十年，蘇打綠將繼續帶著精益求精的好音樂和無與倫比的現場帶往全球各地，全新舞台元素、升級視覺特效、神秘驚喜歌單，赴一場再遇見的不變約定，一起完成第二個十年的約定。

### 2015-2016年：韋瓦第計畫：冬
2015年9月23日，蘇打綠宣布將於同年11月4日發表韋瓦第計畫最後一張專輯《冬　未了》。並於隔年入圍第27屆金曲獎最佳年度歌曲獎（〈下雨的夜晚〉）、最佳國語專輯獎、最佳作曲人獎（吳青峰〈下雨的夜晚〉）、最佳作詞人獎（吳青峰〈痛快的哀艷〉及〈他舉起右手點名〉）、最佳編曲人獎（蘇打綠、林暐哲〈痛快的哀艷〉）、最佳專輯製作人獎（林暐哲）及最佳樂團獎8項獎項，最後獲得最佳作詞人、最佳編曲人、最佳專輯製作人以及最佳樂團、最佳國語專輯共5項獎項，成為該屆金曲獎入圍及獲獎最多者。製作人林暐哲在金曲獎頒獎結束後宣布，蘇打綠將休團三年，追逐各自的夢想。

### 2017-2019年：休團
2017年1月1日，蘇打綠和NSO國家交響樂團在國家音樂廳演出《「樂」計畫》，成為第一個踏足國家音樂廳的樂團，演出結束後蘇打綠自掏腰包在兩廳院藝文廣場搭建舞台，開放歌迷「最後安可」點歌，約有2萬2千名樂迷到場支持，這也是蘇打綠休團前的最後一場演出，同月2日正式休團。
休團期間，團員陸續發展斜槓人生，發展第二事業。電吉他手家凱前往美國波士頓伯克利音樂學院進修。鼓手史俊威創立「樂沐, LeMood（页面存档备份，存于）」洗沐品牌，成為第56屆金馬獎合作指定髮品。吉他手兼團長阿福轉型為藝術策展人與音樂祭製作人，籌辦「華山站貨場」大型親子樂園，也曾帶領團隊到紐約進行「Wow Taiwan」計畫，將台灣的藝術軟實力介紹到國際，讓世界看到台灣人的堅韌以及發展性，更舉辦零廢棄音樂節《曙光祭》，該音樂節為台灣首個結合回收減廢與音樂祭的活動，邀請許多小型樂團或獨立歌手出席。除此之外，阿福也成立「福桑娛樂」培育新人，旗下有鹿洐人樂團。鋼琴與中提琴手阿龔與貝斯手馨儀合作，籌辦阿龔個人音樂會《預期未來》、《人工幻境》等。主唱青峰在為期一年的休假中展開跨海追星之旅，休假結束後於2018年4月宣布將參加墾丁春浪，作為復出後首個公開演出，並展開個人活動。

### 2020年：以「魚丁糸」復出
2019年8月23日，自立開設版權公司「魚丁糸有限公司」，由團員小威擔任董事長。
2020年2月23日，蘇打綠團員於吳青峰個人演唱會《太空備忘記》台北場，安可時正式回歸，帶來經典歌曲〈當我們一起走過〉，以及發表全新單曲〈Tomorrow will be fine.〉YouTube上的《Tomorrow will be fine.》，宣告即將全新出發。同年7月3日，因主唱青峰與林暐哲爆發版權糾紛以及蘇打綠的商標權糾紛，為免夜長夢多，故宣布以魚丁糸（Oaeen）的身分開始進行活動。魚丁糸一名來自原團名稱「蘇打綠」的拆解，此名稱曾出現於2005年發行首張專輯前的試聽片，更以此分身團名登上2016年海洋音樂祭小舞台。團員同樣以拆字方式有了新的藝名，團員阿福改名為「可田」、家凱是「豕豆」、小威是「八女」、阿龔是「金八」、馨儀是「香我」、青峰則是「日出」；歌迷的代號則是「浮萍」，而歌迷會是「池堂」。
同年7月31日以分身樂團魚丁糸之名於台北華山Legacy舉辦「Follow Me」演唱會，邀請陳珊妮擔任音樂總監。為杜絕黃牛，該次演唱會購票採「實名制」與「抽籤制」，抽籤機制全由電腦決定，人工不參與作業。魚丁糸於演唱會上首度公開演唱全新單曲〈沙發裡有沙發Radio〉，新歌於8月7日晚上七點數位上架。為照顧未能到場參與的歌迷，團隊整理現場錄影片段，8月25日於官方YouTube頻道播出「魚丁糸Follow Me 線上演唱會」。

### 2021年：《池堂怪談》
2021年4月，青峰在版權官司上獲判勝訴，但蘇打綠的商標權敗訴。原定於蘇打綠日（5月30日）舉辦成軍演唱會，受疫情升溫影響而取消。6月25日推出單曲〈終點起點〉YouTube上的《終點起點》；7月30日公佈首張專輯名稱為《池堂怪談》。9月1日，前經紀人林暐哲對青峰的官司放棄上訴以及對馨儀撤告，但蘇打綠商標權仍在前東家身上。9月17日，發行魚丁糸首張專輯《池堂怪談》。

### 2022-2023年：复刻计划與「蘇打綠」回歸
2021年11月宣布將於2022年2月19日、20日辦理《池堂影夜》小巨蛋演唱會，演唱會採全場實名制，售票以隨機考題做分流。此次演唱會與國際知名製作團隊Metaform攜手合作，唱酬將全數投入製作成本，只求帶給觀眾極致的視聽饗宴。同時曝光「全新糸列復刻計畫」，將會把「蘇打綠」時期的作品全部重新錄製並發行，每張專輯採雙CD形式，CD2是一些過去從未發表過的歌曲，預計將超過200首歌曲。2022年1月14日，首张复刻专辑《不同名专辑》（《苏打绿》复刻版）数位上线，同时开始《不同名专辑》和《小宇宙（鱼版）》的预购。2022年10月1日智慧局宣布蘇打綠商標將由蘇打綠公司取得，為期兩年的商標糾紛結束。此前在各數位平台推出的四張復刻版專輯和復刻版MV，名字從原本的「魚丁糸」替換回「蘇打綠」。2023年12月，蘇打綠宣佈將於2024年春季舉行「二十年一刻」巡迴演唱會。

## 音樂作品

### 蘇打綠
| 正規專輯 - 蘇打綠（2005年） - 小宇宙（2006年） - 無與倫比的美麗（2007年） - 春・日光（2009年） - 夏／狂熱（2009年） - 你在煩惱什麼（2011年） - 秋：故事（2013年） - 冬 未了（2015年） 復刻正規專輯 - 同名專輯（蘇打綠版）（2022年） （實體專輯以魚丁糸《不同名專輯》名義發行） - 小宇宙（蘇打綠版）（2022年） - 無與倫比的美麗（蘇打綠版）（2023年） - 你在煩惱什麼（蘇打綠版）（2024年） - 春・日光（蘇打綠版）（2024年） - 夏／狂熱（蘇打綠版）（2024年） - 秋：故事（蘇打綠版）（2024年） - 冬 未了（蘇打綠版）（2025年） | 迷你專輯 - 空氣中的視聽與幻覺（2004年） - 遲到千年（2006年） - Shadow（2011年） - 小時候（2013年） - 原汁原味 (2024年) 單曲 - 飛魚（2004年） - 我的未來不是夢（2006年） - 藍眼睛（2007年） - 安靜在沸騰（2012年） - 不甘寂寞（2012年） - 微光（2014年） - 一起喔喔（2014年） - 百日告别（2015年） - 我賴你（2016年） - Tomorrow will be fine.（2020年） - 你不需要多完美（2024年） - 原汁原味（2024年） - 黎明前最暗時候（2024年） - 夢（2024年） - 一整天（2024年） - 面面相覷（2024年） - Silent Angel（2025年） - 白日夢繩索（2025年） | 實況專輯 - 陪我歌唱（2008年） - THAT MOMENT（2008年） - 十年一刻（2010年） - Walk Together（2013年） - 空氣中的視聽與幻覺（2015年） - 故事未了（2016年） - 二十年一刻（2025年） - 二十站一刻（2025年） 迷你實況專輯 - Believe in Music（2004年） - 日光狂熱遺珠之憾（2010年） - Live in The Pool（2024年） 復刻實況專輯 - 陪我歌唱（蘇打綠版）（2023年） - 十年一刻（蘇打綠版）（2024年） |

### 魚丁糸
正規專輯
- 池堂怪談（2021年）

單曲
- 沙發裡有沙發Radio（2020年）

## 書籍刊物

### 蘇打誌
「蘇打誌（Sodazine）」為蘇打綠至今搭配專輯或演唱會所發行的刊物，內容主要描述蘇打綠各專輯中歌曲的創作背景、編曲過程、樂器選用及曲風走向等。預購結束後皆已絕版。
| 名稱                            | 發行日期       | 備註                                                                                                 |
| 蘇打誌1                         | 2005年9月3日   | 預購《蘇打綠》獲得。                                                                                 |
| 蘇打誌2                         | 2006年10月20日 | 因內容刊載有誤，以索取方式送出。                                                                     |
| 蘇打誌3                         | 2007年12月7日  | 11月3日於台北小巨蛋演唱會開放預購，隨書附贈〈無與倫比的美麗 absolutely beautiful version〉單曲一張。 |
| 蘇打誌4                         | 2008年8月7日   | 《無與倫比的美麗》台北小巨蛋演唱會攝影書，隨《THAT MOMENT小巨蛋現場全紀實》附贈。                    |
| 蘇打誌5                         | 2009年5月8日   | 預購《春・日光》專輯獲得。                                                                           |
| 蘇打誌6                         | 2009年9月11日  | 預購《夏／狂熱》專輯獲得。                                                                           |
| 蘇打誌7                         | 2010年8月27日  | 預購《十年一刻》專輯獲得。                                                                           |
| 蘇打蓋觀光導覽地圖              | 2011年11月11日 | 預購《你在煩惱什麼》專輯獲得，此書被定義為蘇打誌的番外特刊，內附一張專輯導聽CD。                     |
| 蘇打誌8                         | 2013年9月18日  | 預購《秋：故事》專輯獲得。                                                                           |
| 蘇打誌9                         | 2015年11月4日  | 預購《冬 未了》專輯獲得。                                                                            |
| 20週年蘇打誌Vol.1               | 2024年2月2日   | 預購《十年一刻（蘇打綠版）》專輯獲得。                                                               |
| 20週年蘇打誌Vol.2               | 2024年2月2日   | 預購《你在煩惱什麼（蘇打綠版）》專輯獲得。                                                           |
| 20週年蘇打誌・Spring Issue      | 2024年5月30日  | 預購《春・日光（蘇打綠版）》專輯獲得。                                                               |
| 20週年蘇打誌・Summer Issue      | 2024年8月30日  | 預購《夏／狂熱（蘇打綠版）》專輯獲得。                                                               |
| 20週年蘇打誌・Autumn Issue      | 2024年11月8日  | 預購《秋：故事（蘇打綠版）》專輯獲得。                                                               |
| 20週年蘇打誌・Winter Issue      | 2025年2月18日  | 預購《冬 未了（蘇打綠版）》專輯獲得。                                                                |
| 二十年一刻蘇打誌・Special Issue | 2025年8月12日  | 預購《《二十年一刻》Live BD + 《二十站一刻》Live 2 CD》專輯獲得。                                    |

### With Or Without You
| 名稱                    | 發行日期     | 備註"\|備註                                                                                |
| 《With Or Without You》 | 2014年7月3日 | 小威的第一本攝影書，為蘇打綠《空氣中的視聽與幻覺》10週年世界巡迴演唱會台北場限定周邊商品。 |

### 魚丁秘密
「魚丁糸/魚丁秘密」為魚丁糸至今搭配復刻專輯所發行的刊物。預購結束後皆已絕版。
| 名稱            | 發行日期      | 備註                                                                 |
| 魚丁秘密Vol.1   | 2021年9月17日 | 預購《池堂怪談》專輯獲得                                             |
| 魚丁秘密之復刻1 | 2022年2月18日 | 預購《不同名專輯（《蘇打綠》復刻作品）》專輯獲得                     |
| 魚丁秘密之復刻2 | 2022年2月18日 | 預購《小宇宙（魚版）（《小宇宙》復刻作品）》專輯獲得                 |
| 魚丁秘密之復刻3 | 2023年2月17日 | 預購《無與倫比的美麗（魚版）（《無與倫比的美麗》復刻作品）》專輯獲得 |
| 魚丁秘密之復刻4 | 2023年2月17日 | 預購《陪我歌唱（魚版）（《陪我歌唱》復刻作品）》專輯獲得             |

## 影視作品
| 名稱                            | 發行日期                           | 備註 |
| 畢業典禮 （页面存档备份，存于） | 2012年3月30日                      | 微電影。 導演：滿庭威；編劇：高恬；劇本改編：龔格爾、孔令潔。蘇打綠團隊化妝、髮型師：張婉婷。 主題曲：〈安靜在沸騰〉，詞曲：青峰，演唱：蘇打綠。 插曲：蘇打綠〈相對論IV〉、蘇打綠〈是我的海〉。 蘇打綠應邀參與一汽歐朗「為青春喝彩」音樂計劃的微電影演出 ，首次以團員為主要演員、挑戰頗有戲劇性劇情的突破演出！ |
| 愛，在一起                      | 2012年7月6日                       | 微電影，趙又廷、姚笛、蘇打綠主演。 廠商：蘇寧電器。導演：席然；編劇：趙俊駿。 |
| 綠宮秘史                        | 2013年11月7、14、21、28日、12月5日 | 《秋：故事》專輯歌曲〈故事〉MV宣傳短劇。 第一集（页面存档备份，存于）、第二集（页面存档备份，存于）、 第三集（页面存档备份，存于）、第四集（页面存档备份，存于）、 第五集（页面存档备份，存于） |
| 池塘怪談                        | 2021年8月12日起， 每週四播出兩集。 | |

## 演唱會
- 《無與倫比的美麗》演唱會（2007年）
- 《陪我歌唱》巡迴演唱會（2008年）
- 《日光狂熱》巡迴演唱會（2009年）
- 《各站停靠》巡迴演唱會（2010—2011年）
- 《當我們一起走過》巡迴演唱會（2012—2014年）
- 《空氣中的視聽與幻覺》十周年世界巡迴演唱會（2014年）
- 《再遇見》世界巡迴演唱會（2015年）
- 《故事未了》演唱會（2015年）
- 《印夏天/In Summer》、《After Summer》專輯巡迴演唱會（2016年）
- 《「樂」計畫》音樂會（2017）
- 魚丁糸《Follow Me》演唱會（2020年）
- 魚丁糸《池堂影夜》演唱會（2022年、2023年）
- 《Round 2》演唱會（2023年）
- 《二十年一刻》巡迴演唱會（2024—2025年）

## 社會關懷

### 慈善演出
蘇打綠長期參與公益活動，團員阿龔與阿福在服役期間皆是內政部役政署反毒大使團的成員，並因此開始接觸、關懷啟智學校學童。2012年6月在團長阿福的牽線下，蘇打綠回到發跡地女巫店舉辦首次的慈善演出，演出收入五十萬元在扣除成本後全數捐予高雄市立啟智學校。2013年蘇打綠受邀答應無酬代言並擔任「防癌大使」，與老闆林暐哲共同捐出300萬元，幫助癌症病童與啟智學校學童，且與lativ合作推出聯名公益T-shirt，每售出一件即捐贈100元給中華民國兒童癌症基金會。並在同年6月15日於小巨蛋舉辦「當我們一起走過」TAKE ME HOME台北加場慈善籌募演唱會。

### 反媒體壟斷
2013年1月1日，時值以反對旺中案為主要訴求之一的反媒體壟斷運動，蘇打綠在由中視轉播的「全台義大跨年晚會」現場演出由王丹填詞的〈沒有菸抽的日子〉，主唱青峰並在演唱前發言表示「這首歌呢我想說的是，在今年我覺得發生了非常非常多的事情，但我覺得有一些值得令人開心的部分是，越來越多的人願意為這個社會勇敢地發聲......在我的心目當中，媒體呢應該是一個為真相發言的一個平台，而不是呢企圖地去壟斷或是想要把你或把我們當作是被利用的東西。所以呢，我希望我們的下一年都可以過得更好，然後過得更不孤單。然後接下來這首歌呢我想要送給每一個很勇敢的人，然後還有每一個清醒的你們。」但在重播時這段談話被中視以廣告剪接方式刪除。當日清晨，青峰在個人微博發文表示「你們在那裡坐著，我在這裡唱著。我們用不同的方式度過這一個晚上，我們用不同的方式發出一樣的訴求。我想直接在他們的舞台，唱給那些應該要聽進去的人聽。」聲援當時在自由廣場為反壟斷靜坐跨年的學生。

### 江翠護樹
2013年4月，新北市江翠國中因停車場興建案與護樹民眾發生衝突，身為畢業校友的主唱青峰在活動粉絲專頁上發文聲援護樹志工，號召歌迷連署保留老樹，他表示「一片樹林，能教導我們的，遠勝於一座錦上添花的游泳池；一片樹林，美好過扼殺自然的停車位。泥土有生命，泥土上有風，吹拂心靈。這些都不是教科書，或是誰可以帶給我們的。請讓生命去教導生命。」並在隨後舉辦的全台樹人護樹大會上錄影現聲打氣。

### 婚姻平權
2013年12月31日，蘇打綠在台南的跨年晚會現場，為聲援婚姻平權特別加唱〈小情歌〉，青峰並說「在新的一年希望大家都可以有一顆更開闊的心，不只是尊重，還要真心得去體會跟理解，每一種愛跟愛人的方式......像人權這種事情應該是每個人都要平等的，所以我希望每個人不要習慣性去否定每一件事情，只是因為你不了解，或者是否定一件事情，只是因為別人跟你不一樣，不要輕率地去支持一件事情只是你聽別人講，一定要自己去了解跟體會。」
在2015年發行的《冬　未了》專輯中青峰特別創作了〈牆外的風景〉一曲，並在年底的《故事未了》演唱會上演出此一曲目前對著觀眾說「要喜歡男性、喜歡女性是自己的選擇......重點不是當你認不認同別人，從來都不是我們把權力給予別人的，每個人都應該擁有一樣的選項。在婚姻平權上，不管你是不是當事人，如果你心裡清楚你是什麼樣的人，就不用害怕別人用什麼樣的名詞跟形容詞冠在你身上。」
2016年8月1日，蘇打綠與張惠妹、楊丞琳等人一同參與「愛最大－其實我們都一樣」演唱會，力挺婚姻平權法案，演唱會所得將捐予台灣伴侶權益推動聯盟。

## 獲獎及提名紀錄

### 金曲獎
| 年份 | 典禮         | 獎項                 | 入圍者與作品                     | 結果 |
| ---- | ------------ | -------------------- | -------------------------------- | ---- |
| 2006 | 第17屆金曲獎 | 最佳樂團             | 《蘇打綠》                       | 提名 |
| 2006 | 第17屆金曲獎 | 最佳编曲人           | 蘇打綠〈oh oh oh oh......〉      | 提名 |
| 2007 | 第18屆金曲獎 | 最佳樂團             | 《小宇宙》                       | 獲獎 |
| 2007 | 第18屆金曲獎 | 最佳國語專輯         | 《小宇宙》                       | 提名 |
| 2007 | 第18屆金曲獎 | 最佳專輯製作人       | 林暐哲《小宇宙》                 | 提名 |
| 2007 | 第18屆金曲獎 | 最佳年度歌曲         | 〈小情歌〉                       | 提名 |
| 2007 | 第18屆金曲獎 | 最佳作詞人           | 吳青峰〈小情歌〉                 | 提名 |
| 2007 | 第18屆金曲獎 | 最佳作曲人           | 吳青峰〈小情歌〉                 | 獲獎 |
| 2007 | 第18屆金曲獎 | 最佳编曲人           | 蘇打綠〈小情歌〉                 | 提名 |
| 2008 | 第19屆金曲獎 | 最佳樂團             | 《無與倫比的美麗》               | 獲獎 |
| 2008 | 第19屆金曲獎 | 最佳國語專輯         | 《無與倫比的美麗》               | 提名 |
| 2008 | 第19屆金曲獎 | 最佳年度歌曲         | 〈無與倫比的美麗〉               | 提名 |
| 2008 | 第19屆金曲獎 | 最佳作曲人           | 吳青峰〈無與倫比的美麗〉         | 提名 |
| 2008 | 第19屆金曲獎 | 最佳編曲人           | 蘇打綠、林暐哲〈無與倫比的美麗〉 | 提名 |
| 2008 | 第19屆金曲獎 | 最佳音樂錄影帶導演獎 | 徐筠軒〈左邊〉                   | 提名 |
| 2010 | 第21屆金曲獎 | 最佳樂團             | 《春·日光》                      | 提名 |
| 2010 | 第21屆金曲獎 | 最佳樂團             | 《夏／狂熱》                     | 提名 |
| 2010 | 第21屆金曲獎 | 最佳專輯製作人       | 林暐哲《春‧日光》                | 提名 |
| 2010 | 第21屆金曲獎 | 最佳編曲人           | 〈日光〉                         | 提名 |
| 2010 | 第21屆金曲獎 | 最佳音樂錄影帶       | 林暐哲、陳映之〈日光〉           | 獲獎 |
| 2011 | 第22屆金曲獎 | 最佳作詞人           | 吳青峰〈十年一刻〉               | 提名 |
| 2011 | 第22屆金曲獎 | 最佳單曲製作人       | 林暐哲〈十年一刻〉               | 提名 |
| 2011 | 第22屆金曲獎 | 最佳專輯包裝         | 謝富琇《十年一刻》               | 提名 |
| 2012 | 第23屆金曲獎 | 最佳樂團             | 《你在煩惱什麼》                 | 提名 |
| 2012 | 第23屆金曲獎 | 最佳音樂錄影帶       | 卓威志〈燕窩〉                   | 提名 |
| 2014 | 第25屆金曲獎 | 最佳樂團             | 《秋：故事》                     | 提名 |
| 2014 | 第25屆金曲獎 | 最佳專輯製作人       | 林暐哲《秋：故事》               | 提名 |
| 2014 | 第25屆金曲獎 | 最佳音樂錄影帶       | 陳奕仁〈故事〉                   | 提名 |
| 2016 | 第27屆金曲獎 | 最佳樂團             | 《冬 未了》                      | 獲獎 |
| 2016 | 第27屆金曲獎 | 最佳國語專輯         | 《冬 未了》                      | 獲獎 |
| 2016 | 第27屆金曲獎 | 最佳專輯製作人       | 林暐哲《冬 未了》                | 獲獎 |
| 2016 | 第27屆金曲獎 | 最佳年度歌曲         | 〈下雨的夜晚〉                   | 提名 |
| 2016 | 第27屆金曲獎 | 最佳作詞人           | 吳青峰〈他舉起右手點名〉         | 獲獎 |
| 2016 | 第27屆金曲獎 | 最佳作詞人           | 吳青峰〈痛快的哀艷〉             | 提名 |
| 2016 | 第27屆金曲獎 | 最佳作曲人           | 吳青峰〈下雨的夜晚〉             | 提名 |
| 2016 | 第27屆金曲獎 | 最佳編曲人           | 蘇打綠、林暐哲〈痛快的哀艷〉     | 獲獎 |

### 中華音樂人交流協會
| 年份 | 典禮                   | 獎項     | 獲獎者與作品       | 結果 |
| ---- | ---------------------- | -------- | ------------------ | ---- |
| 2007 | 年度十大專輯暨十大單曲 | 十大專輯 | 《無與倫比的美麗》 | 獲獎 |
| 2015 | 年度十大專輯暨十大單曲 | 十大專輯 | 《冬 未了》        | 獲獎 |
| 2015 | 年度十大專輯暨十大單曲 | 十大單曲 | 〈下雨的夜晚〉     | 獲獎 |

### HITO流行音樂獎
| 年份 | 典禮           | 獎項                  | 獲獎者與作品                     | 結果 |
| ---- | -------------- | --------------------- | -------------------------------- | ---- |
| 2007 | HITO流行音樂獎 | HITO 作詞人           | 吳青峰〈小情歌〉                 | 獲獎 |
| 2007 | HITO流行音樂獎 | HITO票選最受歡迎樂團  | 不適用                           | 獲獎 |
| 2008 | HITO流行音樂獎 | HITO 編曲人           | 蘇打綠、林暐哲〈白日出沒的月球〉 | 獲獎 |
| 2010 | HITO流行音樂獎 | HITO 樂團             | 不適用                           | 獲獎 |
| 2012 | HITO流行音樂獎 | HITO 樂團             | 不適用                           | 獲獎 |
| 2012 | HITO流行音樂獎 | HITO 年度華語歌曲     | 〈喜歡寂寞〉                     | 獲獎 |
| 2012 | HITO流行音樂獎 | HITO 對唱歌曲         | 蘇打綠、Ella〈你被寫在我的歌裡〉 | 獲獎 |
| 2014 | HITO流行音樂獎 | HITO 樂團             | 不適用                           | 獲獎 |
| 2014 | HITO流行音樂獎 | HITO 長壽專輯         | 《秋：故事》                     | 獲獎 |
| 2014 | HITO流行音樂獎 | HITO 年度十大華語歌曲 | 〈我好想你〉                     | 獲獎 |
| 2016 | HITO流行音樂獎 | HITO 樂團             | 不適用                           | 獲獎 |

| 年份 | 獎項               | 獲獎者與作品       | 結果 |
| ---- | ------------------ | ------------------ | ---- |
| 2007 | Hit FM年度十大專輯 | 《無與倫比的美麗》 | 獲獎 |
| 2011 | Hit FM年度十大專輯 | 《你在煩惱什麼》   | 獲獎 |
| 2013 | Hit FM年度十大專輯 | 《秋：故事》       | 獲獎 |
| 2015 | Hit FM年度十大專輯 | 《冬 未了》        | 獲獎 |
| 2021 | Hit FM年度十大專輯 | 《池堂怪談》       | 獲獎 |

| 年份 | 獎項               | 獲選單曲（順位） | 獲選單曲（順位）      | 獲選單曲（順位）      | 獲選單曲（順位）      | 獲選單曲（順位）      | 獲選單曲（順位）      |
| ---- | ------------------ | ---------------- | --------------------- | --------------------- | --------------------- | --------------------- | --------------------- |
| 2005 | Hit FM年度百首單曲 | 81               | 〈頻率〉              | 〈頻率〉              | 〈頻率〉              | 〈頻率〉              | 〈頻率〉              |
| 2006 | Hit FM年度百首單曲 | 34               | 〈小情歌〉            | 〈小情歌〉            | 〈小情歌〉            | 〈小情歌〉            | 〈小情歌〉            |
| 2007 | Hit FM年度百首單曲 | 8                | 〈無與倫比的美麗〉    | 84                    | 〈遊樂〉              | 〈遊樂〉              | 〈遊樂〉              |
| 2008 | Hit FM年度百首單曲 | 34               | 〈陪我歌唱〉          | 〈陪我歌唱〉          | 〈陪我歌唱〉          | 〈陪我歌唱〉          | 〈陪我歌唱〉          |
| 2009 | Hit FM年度百首單曲 | 46               | 〈日光〉              | 68                    | 〈狂熱〉              | 〈狂熱〉              | 〈狂熱〉              |
| 2010 | Hit FM年度百首單曲 | 29               | 〈十年一刻〉          | 84                    | 〈無眠〉              | 〈無眠〉              | 〈無眠〉              |
| 2011 | Hit FM年度百首單曲 | 40               | 〈喜歡寂寞〉          | 62                    | 〈你在煩惱什麼〉      | 〈你在煩惱什麼〉      | 〈你在煩惱什麼〉      |
| 2013 | Hit FM年度百首單曲 | 2                | 〈我好想你〉          | 18                    | 〈再遇見〉            | 〈再遇見〉            | 〈再遇見〉            |
| 2015 | Hit FM年度百首單曲 | 16               | 〈下雨的夜晚〉        | 63                    | 〈痛快的哀艷〉        | 87                    | 〈Everyone〉          |
| 2020 | Hit FM年度百首單曲 | 56               | 〈沙發裡有沙發RADIO〉 | 〈沙發裡有沙發RADIO〉 | 〈沙發裡有沙發RADIO〉 | 〈沙發裡有沙發RADIO〉 | 〈沙發裡有沙發RADIO〉 |
| 2021 | Hit FM年度百首單曲 | 51               | 〈我就奇怪〉          | 〈我就奇怪〉          | 〈我就奇怪〉          | 〈我就奇怪〉          | 〈我就奇怪〉          |

### 新加坡金曲獎
- 新加坡金曲獎在2014年（第19屆）後停辦。

| 年份 | 典禮               | 獎項                 | 入圍者與作品                   | 結果 |
| ---- | ------------------ | -------------------- | ------------------------------ | ---- |
| 2007 | 第13屆新加坡金曲獎 | 最佳樂團             | 《小宇宙》                     | 獲獎 |
| 2007 | 第13屆新加坡金曲獎 | 最受歡迎團體         | 不適用                         | 提名 |
| 2008 | 第14屆新加坡金曲獎 | 最佳樂團             | 《無與倫比的美麗》             | 獲獎 |
| 2008 | 第14屆新加坡金曲獎 | 最受歡迎團體         | 不適用                         | 提名 |
| 2009 | 第15屆新加坡金曲獎 | 最佳專輯             | 《春·日光》                    | 提名 |
| 2009 | 第15屆新加坡金曲獎 | 最佳樂團奬           | 《春·日光》                    | 提名 |
| 2009 | 第15屆新加坡金曲獎 | 最佳創作歌手         | 《春·日光》                    | 獲獎 |
| 2009 | 第15屆新加坡金曲獎 | 最受歡迎團體         | 不適用                         | 提名 |
| 2009 | 第15屆新加坡金曲獎 | 最佳專輯製作人       | 林暐哲《春‧日光》              | 提名 |
| 2009 | 第15屆新加坡金曲獎 | 最佳單曲製作人       | 林暐哲〈日光〉                 | 提名 |
| 2010 | 第16屆新加坡金曲獎 | 最佳樂團             | 《夏／狂熱》                   | 獲獎 |
| 2010 | 第16屆新加坡金曲獎 | 最佳創作歌手         | 《夏／狂熱》                   | 獲獎 |
| 2010 | 第16屆新加坡金曲獎 | 亞洲媒體大獎（樂團） | 不適用                         | 獲獎 |
| 2010 | 第16屆新加坡金曲獎 | 最受歡迎團體         | 不適用                         | 提名 |
| 2011 | 第17屆新加坡金曲獎 | 最受歡迎團體         | 不適用                         | 提名 |
| 2013 | 第18屆新加坡金曲獎 | 最佳樂團             | 《Walk Together Live：小時候》 | 提名 |
| 2013 | 第18屆新加坡金曲獎 | 最受歡迎團體         | 不適用                         | 提名 |
| 2014 | 第19屆新加坡金曲獎 | 最佳專輯             | 《秋：故事》                   | 提名 |
| 2014 | 第19屆新加坡金曲獎 | 最佳團體             | 《秋：故事》                   | 提名 |
| 2014 | 第19屆新加坡金曲獎 | 最受歡迎團體         | 不適用                         | 提名 |

### 其他獎項
| 典禮                                            | 年份 | 獎項                             | 入圍者與作品                   | 結果 |
| ----------------------------------------------- | ---- | -------------------------------- | ------------------------------ | ---- |
| 第5屆貢寮國際海洋音樂祭                         | 2004 | 評審團大獎                       | 不適用                         | 獲獎 |
| 金馬獎                                          | 2007 | 最佳原創電影歌曲                 | 〈小情歌〉                     | 提名 |
| 華語音樂傳媒大獎                                | 2008 | 年度國語專輯                     | 《無與倫比的美麗》             | 獲獎 |
| 華語音樂傳媒大獎                                | 2008 | 最佳樂隊                         | 《無與倫比的美麗》             | 獲獎 |
| 華語音樂傳媒大獎                                | 2008 | 最佳製作人                       | 林暐哲《無與倫比的美麗》       | 獲獎 |
| 華語音樂傳媒大獎                                | 2008 | 最佳編曲人                       | 蘇打綠〈白日出沒的月球〉       | 獲獎 |
| 華語音樂傳媒大獎                                | 2008 | 最佳作曲人                       | 吳青峰〈無與倫比的美麗〉       | 提名 |
| 華語音樂傳媒大獎                                | 2010 | 最佳樂隊                         | 《春·日光》、《夏／狂熱》      | 獲獎 |
| 華語音樂傳媒大獎                                | 2010 | 年度藝人                         | 不適用                         | 獲獎 |
| 新城國語力頒獎禮                                | 2008 | 新城國語力樂團                   | 不適用                         | 獲獎 |
| 新城國語力頒獎禮                                | 2008 | 新城國語力躍進樂團               | 不適用                         | 獲獎 |
| 新城國語力頒獎禮                                | 2008 | 新城國語力歌曲                   | 〈陪我歌唱〉                   | 獲獎 |
| 新城國語力頒獎禮                                | 2009 | 新城國語力樂團                   | 不適用                         | 獲獎 |
| 新城國語力頒獎禮                                | 2009 | 新城國語力亞洲樂團               | 不適用                         | 獲獎 |
| 新城國語力頒獎禮                                | 2009 | 新城國語力新勢力歌曲             | 〈日光〉                       | 獲獎 |
| 新城勁爆頒獎禮                                  | 2008 | 新城勁爆國語樂團                 | 不適用                         | 獲獎 |
| 新城勁爆頒獎禮                                  | 2008 | 新城全國樂迷投選勁爆突破表現     | 不適用                         | 獲獎 |
| 新城勁爆頒獎禮                                  | 2009 | 新城勁爆國語樂團                 | 不適用                         | 獲獎 |
| 新城勁爆頒獎禮                                  | 2009 | 新城勁爆亞洲樂團                 | 不適用                         | 獲獎 |
| 新城勁爆頒獎禮                                  | 2009 | 新城全國樂迷投選勁爆樂團         | 不適用                         | 獲獎 |
| MTV日本音樂錄影帶大獎                           | 2008 | 最佳BuzzAsia獎（大中華區歌手）   | 〈無與倫比的美麗〉             | 提名 |
| 全球華語歌曲排行榜                              | 2009 | 最受歡迎樂隊                     | 不適用                         | 獲獎 |
| 全球華語歌曲排行榜                              | 2009 | 地區傑出歌手（臺）               | 不適用                         | 獲獎 |
| 全球華語歌曲排行榜                              | 2009 | 年度最佳編曲                     | 〈日光〉                       | 獲獎 |
| 全球華語歌曲排行榜                              | 2009 | 最受歡迎二十大金曲               | 〈日光〉                       | 獲獎 |
| 香港十大中文金曲                                | 2009 | 全國最佳歌手（組合）             | 不適用                         | 提名 |
| 香港十大中文金曲                                | 2010 | 全國最佳歌手（組合）             | 不適用                         | 獲獎 |
| 香港十大中文金曲                                | 2011 | 全國最佳歌手（組合）             | 不適用                         | 獲獎 |
| 香港十大中文金曲                                | 2014 | 全年最高銷量歌手（組合）         | 不適用                         | 獲獎 |
| 全球流行音樂金榜                                | 2011 | 年度最佳樂團                     | 不適用                         | 獲獎 |
| 全球流行音樂金榜                                | 2011 | 年度20大金曲                     | 〈十年一刻〉                   | 獲獎 |
| 全球流行音樂金榜                                | 2011 | 年度最佳作詞                     | 吳青峰〈十年一刻〉             | 獲獎 |
| KKBOX數位音樂風雲榜                             | 2014 | 十大風雲歌手                     | 不適用                         | 獲獎 |
| MTV歐洲音樂大獎                                 | 2014 | Best Taiwanese Act               | 不適用                         | 提名 |
| 柏林音樂錄影帶大獎                              | 2014 | Best Animation                   | 陳奕仁、仙草影像工作室〈故事〉 | 提名 |
| 衛福部心理及口腔健康司 「10大勵志療癒歌曲」票選 | 2015 | 10大療癒歌曲 第三名              | 〈十年一刻〉                   | 獲獎 |
| 金點設計獎                                      | 2016 | 金點設計獎標章（視覺傳達設計類） | 陳奕仁、仙草影像工作室〈故事〉 | 獲獎 |
| MTV全球華語音樂盛典                             | 2017 | 最佳十大金曲                     | 〈下雨的夜晚〉                 | 提名 |
| 金鐘獎                                          | 2022 | 戲劇配樂獎                       | 魚丁糸《池塘怪談》             | 獲獎 |
| 金鐘獎                                          | 2022 | 主題歌曲獎                       | 〈我就奇怪〉                   | 提名 |
| 浪潮音樂大賞                                    | 2023 | 最佳團體/組合                    | 《不同名專輯》                 | 獲獎 |

## 派台歌曲成績（香港）
| 派台歌曲成績（四台） | 派台歌曲成績（四台）     | 派台歌曲成績（四台） | 派台歌曲成績（四台） | 派台歌曲成績（四台） | 派台歌曲成績（四台） | 派台歌曲成績（四台）                           | 派台歌曲成績（四台）                           |      |
| -------------------- | ------------------------ | -------------------- | -------------------- | -------------------- | -------------------- | ---------------------------------------------- | ---------------------------------------------- | ---- |
| 大碟                 | 歌曲                     | 903                  | RTHK                 | 997                  | TVB                  | 備註                                           | 備註                                           |      |
| 2006年               |                          |                      |                      |                      |                      |                                                |                                                |      |
| 蘇打綠               | Oh Oh Oh Oh...           | 15                   | -                    | -                    | -                    |                                                |                                                |      |
| 2009年               |                          |                      |                      |                      |                      |                                                |                                                |      |
| 春·日光              | 日光                     | 3                    | 8                    | -                    | -                    |                                                |                                                |      |
| 春·日光              | 早點回家                 | 4                    | 15                   | -                    | -                    |                                                |                                                |      |
| 夏／狂熱             | 狂熱                     | 9                    | 19                   | -                    | -                    |                                                |                                                |      |
| 夏／狂熱             | 無眠                     | 2                    | -                    | -                    | -                    |                                                |                                                |      |
| 2010年               |                          |                      |                      |                      |                      |                                                |                                                |      |
| 十年一刻             | 十年一刻                 | 18                   | 16                   | -                    | -                    |                                                |                                                |      |
| 2011年               |                          |                      |                      |                      |                      |                                                |                                                |      |
| 你在煩惱什麼         | 你在煩惱什麼             | 1                    | 8                    | -                    | -                    |                                                |                                                |      |
| 2012年               |                          |                      |                      |                      |                      |                                                |                                                |      |
| 你在煩惱什麼         | 你被寫在我的歌裡         | 2                    | 6                    | -                    | -                    | Ella合唱                                       | Ella合唱                                       |      |
| 你在煩惱什麼         | 幸福額度                 | -                    | -                    | -                    | -                    |                                                |                                                |      |
| 你在煩惱什麼         | 燕窩                     | -                    | -                    | -                    | -                    |                                                |                                                |      |
| 2013年               |                          |                      |                      |                      |                      |                                                |                                                |      |
| Walk Together        | 小時候（Live Version）   | -                    | -                    | -                    | -                    |                                                |                                                |      |
| 秋：故事             | 我好想你                 | 17                   | -                    | -                    | -                    |                                                |                                                |      |
| 秋：故事             | 再遇見                   | 17                   | 9                    | -                    | -                    |                                                |                                                |      |
| 2014年               |                          |                      |                      |                      |                      |                                                |                                                |      |
| 一起喔喔             | 一起喔喔                 | 19                   | -                    | -                    | -                    |                                                |                                                |      |
| 2015年               |                          |                      |                      |                      |                      |                                                |                                                |      |
| 冬 未了              | 痛快的哀艷               | 14                   | -                    | -                    | -                    | 新城國語力排行榜：：11 DBC華語歌曲流行指數：14 | 新城國語力排行榜：：11 DBC華語歌曲流行指數：14 |      |
| 派台歌曲成績（五台） |                          |                      |                      |                      |                      |                                                |                                                |      |
| 唱片                 | 歌曲                     | 903                  | RTHK                 | 997                  | TVB                  | ViuTV                                          | 備註                                           | 備註 |
| 2020年               |                          |                      |                      |                      |                      |                                                |                                                |      |
|                      | 沙發裡有沙發Radio        | 19                   | -                    | -                    | ×                    | ×                                              | 以魚丁糸身分推出                               |      |
| 2024年               |                          |                      |                      |                      |                      |                                                |                                                |      |
|                      | 你不需要多完美           | 16                   | 10                   | -                    | ×                    | -                                              | 新城國語力排行榜：1                            |      |
| 夏／狂熱（蘇打綠版） | 狂熱（Live In The Pool） | ×                    | ×                    | ×                    | ×                    | -                                              | 舊曲重唱                                       |      |

| 各台冠軍歌總數 | 各台冠軍歌總數 | 各台冠軍歌總數 | 各台冠軍歌總數 | 各台冠軍歌總數 | 各台冠軍歌總數    | 各台冠軍歌總數    | 各台冠軍歌總數 |
| -------------- | -------------- | -------------- | -------------- | -------------- | ----------------- | ----------------- | -------------- |
| 四台a          | 903            | RTHK           | 997            | TVB            | 備註              | 備註              | 備註           |
| 四台a          | 1              | 0              | 0              | 0              | 四台冠軍歌總數：0 | 四台冠軍歌總數：0 |                |
| 五台b          | 903            | RTHK           | 997            | TVB            | ViuTV             | 備註              |                |
| 五台b          | 0              | 0              | 0              | 0              | 0                 | 五台冠軍歌總數：0 |                |

- （*）上榜中
- （-）未能上榜
- （×）沒有派往該台
- （(1)）兩週冠軍
- ^  注解a：包括2020年後的冠軍歌曲
- ^  注解b：2020年起

## 備註
1. ↑  「峯」與「峰」二字相通，早期青峯簽名時皆使用前者，歌迷及大眾使用後者較多。在《你在煩惱什麼》專輯後，簽名改成「峰」。
2. ↑  英文名參考自《冬　未了》專輯製作資訊中，青峰手寫的團員英文名稱。
3. ↑  在樂團名稱「蘇打綠」相關法律權益歸屬確認前的版權爭議期間，樂團曾以分身魚丁糸發行四張「（魚版）」復刻專輯，取回名稱相關權益後將前四張專輯改回原名，同時在原有以及後續版本添加「（蘇打綠版）」注釋

## 外部連結
- 蘇打綠官方網站（页面存档备份，存于）
- 蘇打綠的youtube頻道
- 蘇打綠的Facebook專頁
- 蘇打綠的Instagram帳戶
- 蘇打綠的新浪微博